# Clostridium quinii
Clostridium quinii è una specie di batterio appartenente alla famiglia delle Clostridiaceae.